# 't Kruispunt
 't Kruispunt is een protestants kerkgebouw te Geldrop, dat zich bevindt aan Slachthuisstraat 22 aldaar.
Dit kerkgebouw werd in 1972 gebouwd als Gereformeerde kerk en ontmoetingscentrum. De Hervormden en Gereformeerden, die nauw samenwerkten, kerkten beurtelings in de Goede Herderkerk en 't Kruispunt. Vanwege teruglopend kerkbezoek bleek het nodig om één kerkgebouw af te stoten. In 1994 werd de Goede Herderkerk gesloten en werd het kerkgebouw 't Kruispunt de enige kerk voor de protestantse gemeente Geldrop-Mierlo.
Het kerkgebouw zelf is een laag, wit, gebouw zonder bijzondere uitstraling.
De kerkzaal heeft 200 zitplaatsen. Daar staat het orgel, afkomstig van de Goede Herderkerk, en gebouwd in 1965 door de Leiderdorpse firma Jac. van der Linden & Co. In het interieur vindt men ook een paneel dat De Schepping verbeeldt.
Door schuifdeuren open te zetten kan de ruimte nog worden vergroot. Verder is er nog een viertal kleinere zalen.